# Joseph Namariau
Joseph Namariau là cầu thủ người Vanuatu chơi ở vị trí tiền đạo.